# Mithridate Ier de Parthie
Sauf précision contraire, les dates de cet article sont sous-entendues « avant l'ère commune » (AEC), c'est-à-dire « avant Jésus-Christ ».
Pour les articles homonymes, voir Mithridate.
Mithridate Ier Arsace V (vers 195 - vers 135 ; persan : مهرداد Mihrdāt) est le frère de Phraatès Ier, le fils et successeur de Phriapetius. Roi des Parthes de 171 à 135, conquérant de Babylone et de la Perse, il donne une dimension précédemment inégalée à l'empire parthe.
À son avènement, en Iran, la Médie, l’Atropatène, l’Élymaïde et la Perse proprement dite se sont déclarées indépendantes des Séleucides. En Babylonie prend naissance le nouvel État de Characène. À l’est, le royaume gréco-bactrien, sous Démétrios Ier, a conquis l’Inde. Démétrios est détrôné par un usurpateur, Eucratide Ier, qui se tourne vers l’ouest. Se sentant menacé, Mithridate attaque le premier, puis conclut un traité de non-agression, pour avoir les mains libres pour attaquer la Syrie, qui se trouve alors plongée dans l’anarchie. Il envahit la Médie, puis la riche Elymaïde qu’il pille. Il reçoit la soumission des Perses et des Babyloniens. En juin 141, il entre dans Séleucie. Il rétablit le titre impérial de Roi des Rois, puis il doit intervenir en Hyrcanie (sud-est de la mer Caspienne) pour mater une révolte contre l’impôt. 
En son absence, Démétrios II Nicator, roi séleucide de Syrie, parvient à reprendre la Babylonie et à réoccuper la Médie, où il est accueilli en libérateur par les habitants des villes. Après quelques succès, il est battu et fait prisonnier par un général parthe. Envoyé en Hyrcanie, Mithridate lui donne sa propre fille, Rhodogune comme épouse.
Le roi parthe ne survit pas à ce triomphe et disparaît en 139-138. Son fils Phraatès II lui succède.